# Albert Cazes
Pour les articles homonymes, voir Cazes.
Albert Cazes, né à Baho (Pyrénées-Orientales) le 10 février 1924 et mort le 7 avril 2012 à Perpignan,,, est un abbé et historien nord-catalan spécialiste de l'histoire et de l'héraldique roussillonnaises. Il est curé de Villefranche-de-Conflent de 1948 à 2006.
Il est inhumé au Cimetière Saint-Martin à Perpignan.

## Publications
- Amélie-les-Bains, Palaldá, Prades, J. Legrand, 1975
- L'Anecdotique dans L'art en Roussillon, Perpignan, Imprimerie Catalane, 1992
- Arles, Prades, Imp. J. Legrand, 1979
- Armorial catalan I. Communes des "Terres catalanes de França", Prades, Revue Terra Nostra, 1970
- Armorial catalan II. Les Familles patronymiques des "terres catalanes de França", Prades, Terra Nostra, 1972
- Armorial catalan III. Families catalanes anciennes: Comtes de Cerdanya, Prades, Impr. J. Legrand, 1973
- Armorial du Roussillon, Prades, Revue "Conflent", 1982-1985
- Art et dévotion populaire juillet 1988-Pâques 1989, Hospice d'Ille, Ille-sur-Tet, Centre d'Art sacré, 1989
- Le Capcir, Perpignan, Imprimerie du Capcir, ca 1975
- Cartells de visite de l'église de Vinça, article dans Conflent-Hautes Vallées 34, 1966, p. 156-160
- Cartulaire du Conflent, article dans Conflent revue bimestrielle 42, 1967
- En parcourant les cartulaires, article dans Massana. Revue d’Histoire, d’Archéologie et d’Héraldique du Roussillon IV, 1972, p. 366-370
- Les églises de la région d'Oleta, Prades, Imprimerie J. Legrand, 1974
- Les Églises de la Vallée de Molig, Perpignan, Guide Touristique Conflent, 1969
- Géographie historique des lieux habités: Capcir, Cerdagne, Conflent, Prades, "Conflent", 1973
- Histoire anecdotique du Roussillon, Prades, Revue Conflent, 1985-1991
- Illa à travers ses monuments et son histoire, Perpignan, Cahiers des amis du Vieil Ille, [196-?]
- Joc, Rigardá: la muntanya, Prades, Imprimerie de Prades, 1977
- Marcèvol. Guide Touristique, Prades, Revue Conflent, 1967
- Mise en cene: repas sacrés, repas profanes. Juillet 1990-Pâques 1991, Hospice d'Ille, Centre d'Art sacré, Ille-sur-Têt, Centre d'Art Sacré, 1990
- Nôtre-dame de Cornellà, Perpignan, Imprimerie Labau, 1970 (nouvelle édition 1983)
- Notre-dame d'Espirá de Cornellà, Prades, J. Legrand, 1975
- Œuvres de François Boher, article dans CERCA (Centre d'Études et Recherches Catalanes des Archives) 15-18, 1962, p. 85-87
- Prats de Molló et sa région, Prades, J. Legrand, 1978
- Albert Cazes, Hildebrand M. Miret, Une "prière universelle" en Conflent au XIVe siècle article a Studia monastica, 10, 1, 1968, p. 125-132
- Le Roussillon sacré, Prades, Conflent, 1977 (nova edició 1990)
- Saint-André de Bages, Prades, Revue Conflent, s.a.
- Saint-Christophe de Llugols, Prades, Revue Conflent, 1994
- Saint Come et Saint Damien de Serdinyà, Prades, J. Legrand, 1974
- Saint-Cyprien - LaTour Bas-Elne, Perpignan, Labau, 1969
- Saint Feliu d'Amunt, Saint-Féliu-d'Amont, Imprimerie catalane
- Saint-Jacques de Villefranche, Prades, Revue Conflent, 1966 (nova edició el 1984)
- Saint-Julien-de-Vinça, Prades, Revue Conflent, s.a. (années 70)
- Saint Laurent de Cerdans - Custoja, Prades, J. Legrand, 1977
- Saint-Martin de Canigou, Perpignan, L'Imprimerie Labau, 1966
- Saint-Michel de Cuixà, Prades, "Conflent", 1968
- Saint-Pierre de Prada, Prades, Guide Touristique Conflent, 1971 (nova edició 1984)
- Tuïr, Prades, revue Conflent, [196-?]
- La vallée du Rojà, Prades, Revue Conflent, DL 1989
- Villefranche de Conflent, Prades, J. Legrand, 1966 (nouvelles éditions 1969, 1977 et 1994)
- Vinçà, Perpignan, Imprimerie Labau, 1970
- El Voló, Prades, Imp. J. Legrand, 1979

## Distinctions
- Chevalier de l'ordre des Palmes académiques [5]